# Кадино
Кадино (мкд. Кадино) је насеље у Северној Македонији, у северном делу државе. Кадино припада општини Илинден, која окупља источна предграђа Града Скопља.

## Географија
Кадино је смештено у северном делу Северне Македоније. Од најближег града, Скопља, село је удаљено 20 km источно.
Село Кадино се налази у историјској области Скопско поље. Село је положено у источном делу Скопске котлине, које је равничарско, пољопривредно подручје. Пар километара јужније протиче Вардар. Источно од насеља издиже се брежуљкаст крај Которци. Надморска висина насеља је приближно 230 метара.
Месна клима је континентална са утицајем Егејског мора (жарка лета).

## Демографија
Кадино је према последњем попису из 2002. године имало 2.090 становника.
Већинско становништво у насељу су етнички Македонци (88%), а мањина су били Срби (8%).
Претежна вероисповест месног становништва је православље.